# Mesembryanthemum lilliputanum
Mesembryanthemum lilliputanum är en isörtsväxtart som beskrevs av Klak. Mesembryanthemum lilliputanum ingår i Isörtssläktet som ingår i familjen isörtsväxter. Inga underarter finns listade i Catalogue of Life.